# 9777 Enterprise
A 9777 Enterprise (ideiglenes jelöléssel 1994 OB) a Naprendszer kisbolygóövében található aszteroida. Yoshisada Shimizu és Urata Takesi fedezte fel 1994. július 31-én.